# Isurus paucus
Il Mako dalle pinne lunghe (Isurus paucus, Guitart Manday, 1966), è uno squalo pelagico appartenente alla famiglia Lamnidae.

## Descrizione
Il corpo è slanciato ed affusolato come quello della specie affine I. oxyrinchus, da cui si differenzia soprattutto per le pinne pettorali più lunghe di circa un terzo. Il muso è conico, dotato di narici pronunciate e occhi piuttosto grandi. I denti (24-26 sull'arcata superiore mascellare, 22-26 sulla mandibola) sono dotati di una singola cuspide, margini lisci, base d'impianto ampia, e diminuiscono di dimensioni gradualmente a partire dal centro. I denticoli dermici presentano 3-7 rilievi e hanno forma ellittica. Le 5 fessure branchiali sono molto ampie; l'ultima termina alla base delle due pinne pettorali, lunghe e di profilo rettilineo o moderatamente falcato. La prima pinna dorsale è di medie dimensioni, arrotondata in punta e con un margine libero posteriore. La seconda dorsale è piccola, di dimensioni quasi identiche all'anale. Le due pinne ventrali e l'anale sono di dimensioni ridotte, in particolare quest'ultima. Il peduncolo caudale presenta una carenatura accentuata. La pinna caudale è dotata di due lobi di dimensioni quasi equivalenti, caratteristica tipica della famiglia.
Il colore del dorso è blu scuro che può virare al grigio-nero, mentre il lato ventrale è chiaro, bianco lattiginoso o grigio pallido con i bordi delle pinne di colore più scuro.
Si tratta della seconda specie per dimensioni tra i Lamnidae, con una lunghezza massima registrata di 4,17 metri.

## Distribuzione e habitat
A differenza di I. oxyrinchus, diffuso nelle acque tropicali e subtropicali a livello mondiale, la distribuzione di I. paucus sembra essere altrettanto ampia, ma meno definita, basandosi in molti casi su poche segnalazioni, un problema anche legato alla difficoltà nel distinguere le due specie. Viene catturato con una certa frequenza in alcune zone dell'Atlantico occidentale e al centro del Pacifico. Nel Mediterraneo sono state documentate catture di alcuni esemplari, anche se non sufficienti per considerarlo stanziale.
Vive abitualmente in ambiente pelagico, probabilmente a media profondità, risalendo verso la superficie durante la notte. Molte delle catture sembrano infatti situarsi tra i 110 ed i 220 metri di profondità.

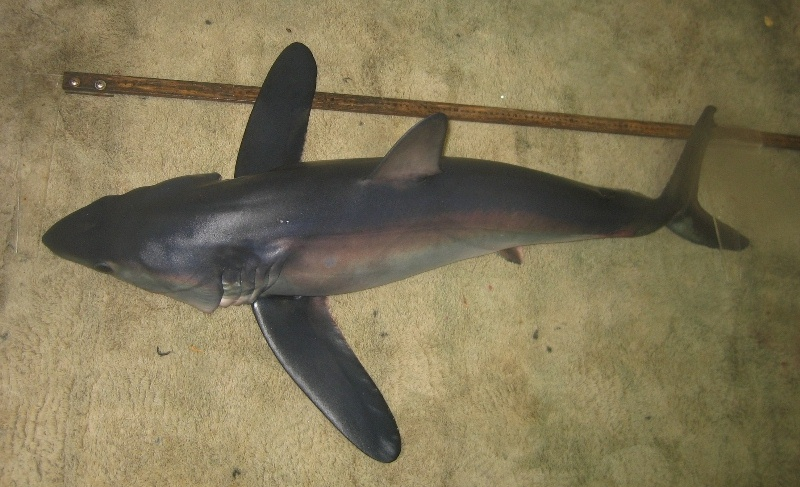
Visione dorsale di esemplare catturato

## Biologia
Esistono pochi dati riguardo alle caratteristiche biologiche e alle abitudini di questa specie. La presenza di pinne pettorali più allungate rispetto al suo parente prossimo sembra indicare minore velocità, per cui probabilmente non caccia pesci di grosse dimensioni. Come gli altri appartenenti alla famiglia, è dotato di un sistema circolatorio (rete mirabile) capace di mantenere la temperatura del sangue al di sopra di quella ambientale, ma non è ancora dimostrato che in questa specie questo adattamento sia attivo, e con quale grado di efficienza.

### Cibo ed Alimentazione
Si nutre principalmente di pesce azzurro e cefalopodi.

### Riproduzione
Si tratta di una specie ovovivipara aplacentata, in cui gli embrioni nell'ultimo periodo di gestazione praticano l'ovofagia, nutrendosi delle uova non fecondate. Alla nascita i piccoli, da 2 a 8 per ciclo riproduttivo, sono lunghi 97-120 cm. La maturità sessuale viene raggiunta attorno ai 245 cm di lunghezza nei maschi, 245-283 cm nelle femmine.

## Pesca
Pur non essendo oggetto di pesca commerciale o sportiva, viene catturato incidentalmente da reti o ami innescati usati per catturare altre specie di dimensioni simili. Le carni non sono di gran valore commerciale, per cui il corpo viene frequentemente ributtato in mare, spesso dopo essere stato privato delle pinne.

## Status e conservazione
La scarsa conoscenza su popolazione e distribuzione di questa specie rende difficile accertare il reale livello di pericolo per la sua sopravvivenza. Il basso tasso di riproduzione e la pressione dovuta alla pesca fanno comunque temere una diminuzione già in atto, come per le altre specie di dimensioni ed abitudini simili, per cui I. paucus è al momento inserito nella lista IUCN tra le specie in pericolo (EN).